# Folsom (Kalifornia)
Folsom város az USA Kalifornia államában, Sacramento megyében. Lakosainak száma 80 454 fő (2020. április 1.).

## Népesség
A település népességének változása:

| 2010 | 72 203 |
| 2020 | 80 454 |